# Sankt Görans kyrka, Ierapetra
Sankt Görans kyrka (grekiska: Ναός Αγίου Γεωργίου; translitteration: Naós Agíou Georgíou) är en grekisk-ortodox kyrkobyggnad belägen i staden Ierapetra, i kommunen Dimos Ierapetra i regionen Lasithi på den östra delen av ön Kreta, i Grekland.
Kyrkan är helgad åt den romerske martyren, soldaten och helgonet Sankt Göran.

## Historik

### Tidigare kyrka
Tidigare stod ett en annan kyrka på samma plats, som finns på en karta från 1640. Den var också var helgad åt Sankt Göran.

### Nuvarande kyrka
Den nuvarande Sankt Görans kyrka byggdes år 1856 enligt ritningar av arkitekt Hadji-Manolis.
1936 byggdes den östra sidan av kyrkan ut med 3,20 meter.

## Bilder

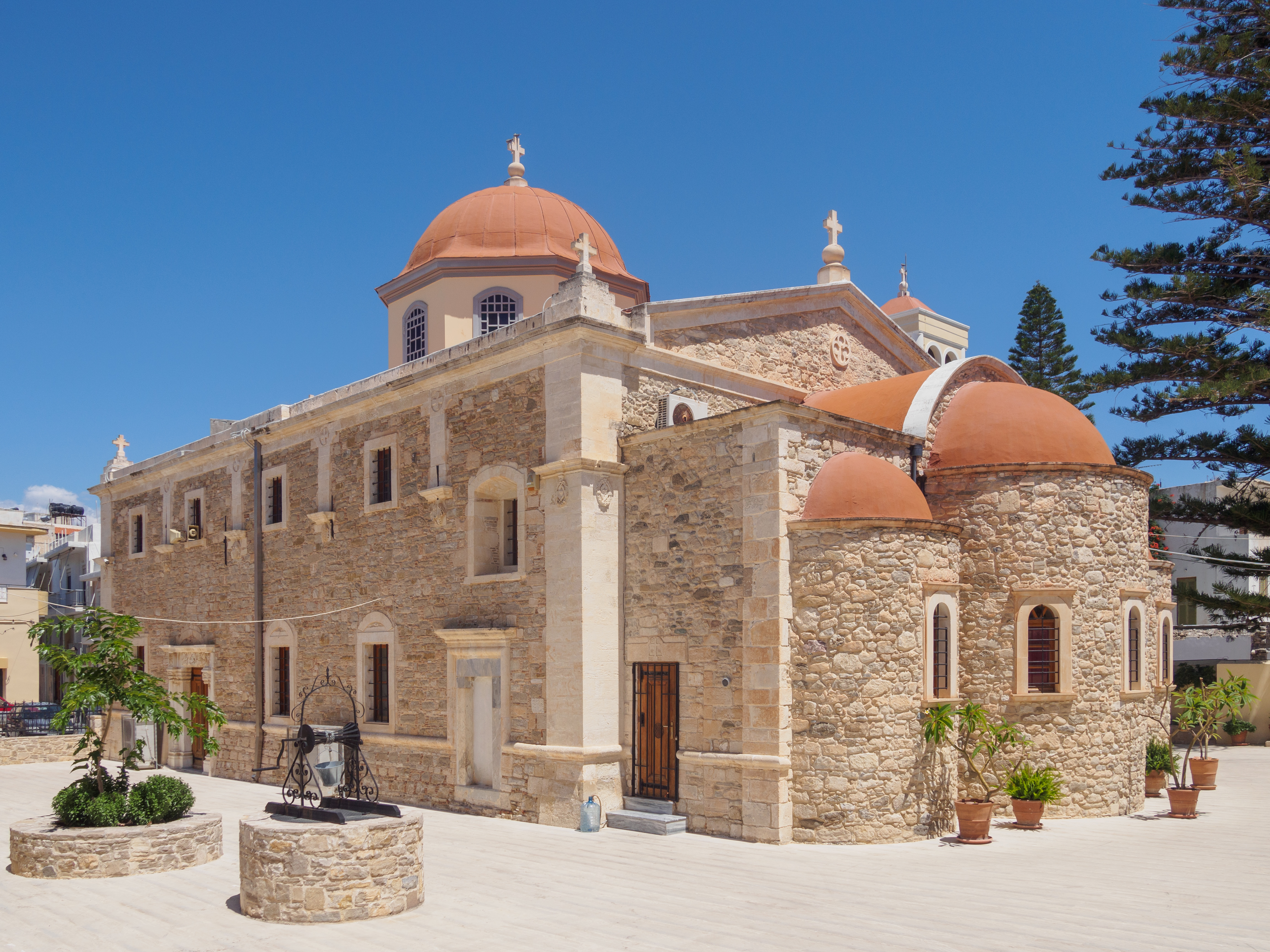
Baksidan.